# ألاستير ماكينتوش
ألاستير ماكينتوش (بالإنجليزية: Alastair Campbell Mackintosh)‏ هو مجدف نيوزيلندي، ولد في 21 يونيو 1968 في وانجانوي في نيوزيلندا.

## وصلات خارجية
- ألاستير ماكينتوش على موقع الاتحاد الدولي للتجديف (الإنجليزية)
- ألاستير ماكينتوش على موقع اللجنة الأولمبية الدولية (الإنجليزية)
- ألاستير ماكينتوش على موقع أوليمبيديا (الإنجليزية)